# マテウシュ・ジュコフスキ
マテウシュ・ジュコフスキ（Mateusz Żukowski, 2001年11月23日 - ）は、ポーランド・ポモージェ県レンボルク出身のサッカー選手。シロンスク・ヴロツワフ所属。ポジションはDF。

## クラブ経歴
2017年にレヒア・グダニスクのトップチームに昇格。12月16日のサンデツヤ・ノヴィ・ソンチ戦でプロデビュー。2018-19シーズンは国内カップ戦ポーランド・カップで優勝を経験。2019-20シーズンはホイニチャンカ・ホイニツェにローン移籍でプレー。復帰後は出場機会が増え、2021年8月14日のKSクラコヴィア戦ではプロ初ゴールを決めた。
2022年1月31日、レンジャーズFCと3年半の契約を締結したことが発表された。
2023年6月28日、シロンスク・ヴロツワフに移籍した。

## 代表経歴
2017年から各ユース世代のポーランド代表に招集されている。